# Волосский сельский совет
Волосский сельский совет (укр. Волоська сільська рада) — входит в состав
Днепровского района
Днепропетровской области
Украины.
Административный центр сельского совета находится в
с. Волосское.

## Населённые пункты совета
- с. Волосское
- с. Майорка
- с. Ракшевка
- с. Червоный Садок